# Wetter (Ruhr)
Wetter (Ruhr) é uma cidade da Alemanha localizado no distrito de Ennepe-Ruhr, região administrativa de Arnsberg, estado de Renânia do Norte-Vestfália.